# Toundra
Ne doit pas être confondu avec Taïga.
Localisation
La Toundra (terme venant du russe : тундра, lui-même emprunté au same) est l'un des quatorze grands biomes terrestres. C'est une formation végétale située dans les zones climatiques froides, polaires ou montagnardes, constituée d'une strate végétale unique principalement composée de graminées, de carex, de lichens, de mousses et de diverses variétés d'arbrisseaux. On distingue habituellement la toundra arctique, la toundra antarctique et la toundra alpine. Les deux premières sont influencées par un climat froid d'origine polaire tandis que le climat de la toundra alpine varie selon l'altitude. 
La majeure partie de la toundra forme un cercle de plus de huit millions de km² autour des pôles, soit 6 % des terres émergées. Du fait de la répartition des terres émergées sur la planète, la toundra se concentre essentiellement dans l'hémisphère nord, au nord de la limite des arbres qui marque sa séparation avec la taïga. La toundra arctique est importante pour les peuples du Grand Nord qui y conduisent leurs rennes lors de leur migration estivale. Ces derniers y passent le court été arctique et se nourrissent massivement de lichens avant de retourner dans la taïga au retour de la période hivernale.

## Géographie
Les toundras se trouvent principalement dans l’hémisphère nord, à l'extrême nord de l'Asie, de l'Europe et de l'Amérique du Nord, dans les hautes montagnes des latitudes moyennes et dans l'extrême sud de l'Océanie, et de l'Amérique du Sud.
On trouve la toundra :
- En périphérie de l’Antarctique
- Dans les îles subantarctiques
- Au nord du Canada et de l’Alaska

Situation géographique de la toundra (non compris les étages d'altitude).

- Dans la quasi-intégralité de la Norvège
- À l’extrême nord de la Finlande et de la Suède
- Sur toute la périphérie du Groenland
- Au nord de la Russie.

## Climat
Les conditions climatiques rudes sont souvent marquées par un long hiver de gel, et une courte période végétative pendant laquelle la température moyenne ne dépasse pas 10 °C. La classification de Köppen définit le climat de toundra (ET) à l'aide des deux critères suivants : 
- La saison d'été est très peu marquée
- La température moyenne du mois le plus chaud est comprise entre 0 °C et 10 °C

Les précipitations, variables, ne dépassent pas en général 727 mm par année, ce qui donne un climat plutôt sec. L'eau tombe essentiellement sous forme de neige. Enfin, le vent y est le plus souvent violent et se nomme blizzard.
| Mois                              | jan. | fév. | mars | avril | mai  | juin | jui. | août | sep. | oct. | nov. | déc. | année |
| --------------------------------- | ---- | ---- | ---- | ----- | ---- | ---- | ---- | ---- | ---- | ---- | ---- | ---- | ----- |
| Température minimale moyenne (°C) | 4,4  | 4,7  | 4,1  | 3,2   | 1,5  | 0,4  | −0,3 | −0,4 | −0,2 | 0,7  | 2    | 3,4  | 1,9   |
| Température moyenne (°C)          | 7,8  | 8,2  | 7,3  | 6,1   | 4,2  | 2,8  | 2,2  | 2,1  | 2,5  | 3,9  | 5,3  | 6,8  | 4,9   |
| Température maximale moyenne (°C) | 11,1 | 11,5 | 10,5 | 9     | 6,7  | 5,2  | 4,7  | 4,6  | 5,3  | 7    | 8,6  | 10,1 | 7,8   |
| Record de froid (°C)              | −1,5 | −1   | −0,9 | −2,7  | −5,9 | −8,3 | −8   | −9,5 | −7,7 | −5   | −3,7 | −1,2 | −9,5  |
| Record de chaleur (°C)            | 22,3 | 22,3 | 20,6 | 23    | 16,8 | 14,5 | 13,4 | 14,4 | 15,8 | 19,1 | 21,3 | 21,6 | 23    |
| Précipitations (mm)               | 72,2 | 49,5 | 57,5 | 59,6  | 59,9 | 75,9 | 62,9 | 63,4 | 62,3 | 59,3 | 51,9 | 55,1 | 727   |

C'est dans la zone de la toundra que l'on rencontre les pergélisols, des sols qui ne dégèlent qu'en surface. Ils sont jeunes et minces car peu de matières organiques s'y sont déposées. Ils dégèlent en partie durant l'été. On parle de mollisol.
En progressant vers l'Équateur, la toundra cède la place à la taïga.

## Flore

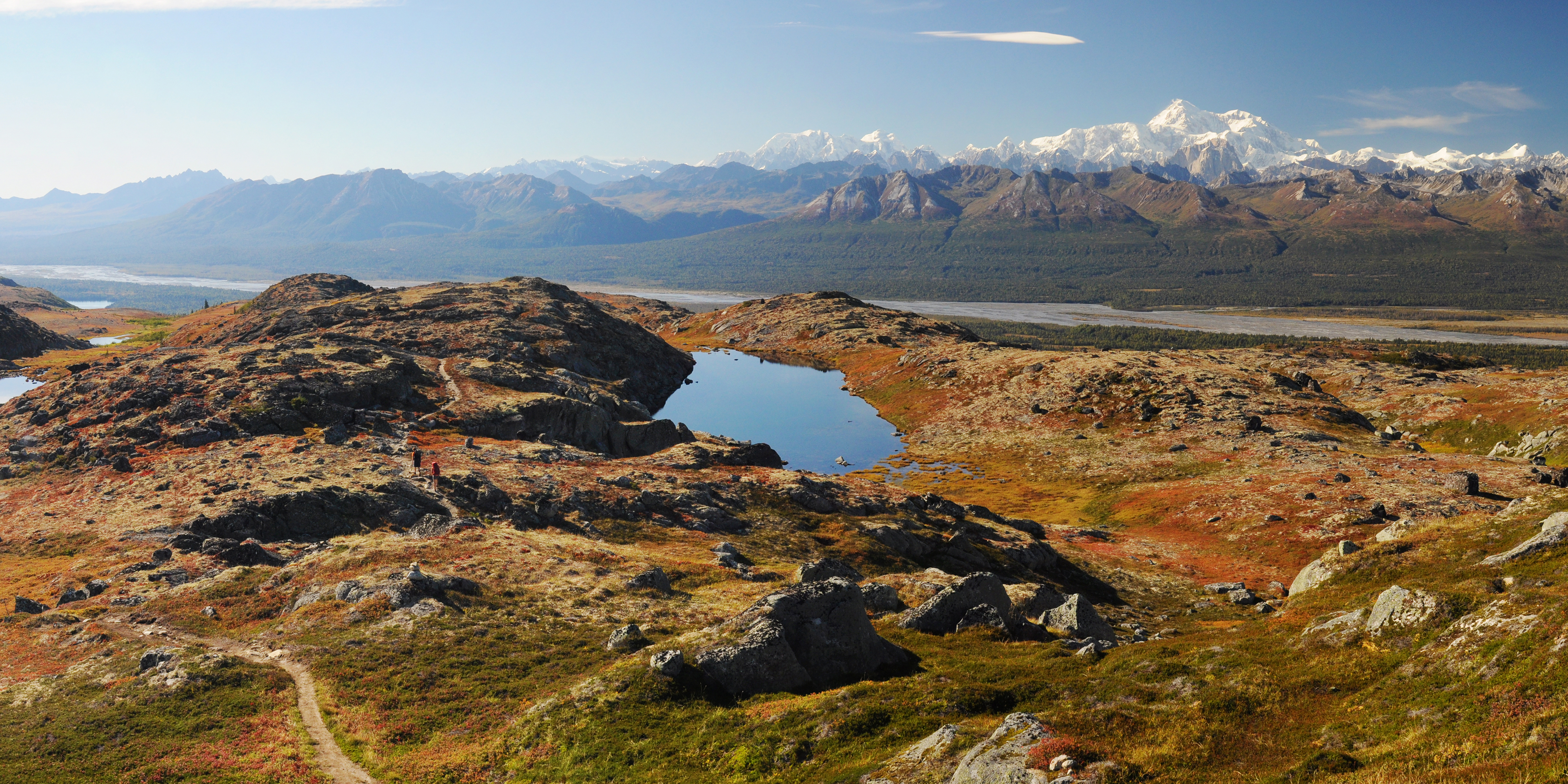
Toundra rase en Alaska, dans le parc d'État Denali.

La flore de la toundra constitue du sud au nord, des landes à arbustes de la famille des salicacées avec de nombreuses espèces de saules herbacés nains, des landes où se trouvent encore quelques arbres comme les bouleaux, puis des pelouses à cypéracées et joncacées, enfin des zones où la végétation n'est plus représentée que par des mousses et des lichens (certains consommés par les rennes). Toutes ces plantes ont une croissance ralentie en raison des conditions climatiques extrêmes.

### Lichens et mousses
Les Cladonia sont abondants et recouvrent les sols en particulier le lichen des caribous, Cladonia rangiferina. Les lichens et mousses sont une source de nourriture pour les herbivores de la toundra.

### Joncs
La linaigrette dense, du genre Eriophorum.

### Fleurs
La toundra compte environ 200 espèces de fleurs. Les stratégies pour résister au froid sont de plusieurs types : les plantes forment des tapis bas, elles développent des enveloppes laineuses autour des graines et leurs tiges sont pour la plupart velues. Certaines sont emblématiques.
L'épilobe à feuilles larges (Epilobium latifolium) possède des fleurs remarquables rose violacé à quatre pétales et quatre sépales étroits.
Le lupin arctique (Lupinus articus), le lupin soyeux (Lupinus sericeus) le lupin d'Alaska ou lupin d'Écosse (Lupinus nootkatensis), le céraiste commun (Cerastium fontanum Baumg), le thé du Labrador ou qisiqtuti (Ledum decumbens) fleurissent également.
L'oxytrope de Maydell (Oxytropis maydelliana) présente des fleurs jaunes en grappes, la pyrole à grandes fleurs (Pyrola grandiflora) des petites fleurs blanches elles aussi en grappes.
Plusieurs pavots, le pavot arctique ou pavot safrané (Papaver radicatum), ainsi que Papaver hultenii, Papaver keelei et Papaver cornwallisensis se développent sur la toundra. Le saxifrage à feuilles opposées aux fleurs roses est très résistant et répandu. Le séneçon orangé Senecio fuscatus, le myosotis alpin, la saxifrage à flagelles et une pédiculaire Pedicularis capitata, une minuscule primevère Primula cuneifolia fleurissent aussi sur la toundra.
L'armérie maritime ou gazon d’Olympe apparait dès la fonte des neiges.
La renoncule septentrionale a la caractéristique d'accumuler des éléments nutritifs durant plusieurs années avant de fleurir.
En Suède dans les îles Öland et Gotland poussent plus de 35 variétés d'orchidées. En Islande fleurissent entre autres la centaurée des montagnes (Centaurea montana), l'orpin rose (Rhodiola rosea), la gentiane des neiges (Gentiana nivalis), le lychnis des Alpes (Lychnis alpina) et une plante carnivore, la grassette commune (Pinguicula vulgaris).

### Baies
Les Canneberges, arbrisseaux à feuilles persistantes et rameaux minces et rampants ne dépassent pas 30 cm de haut.
D'autres baies sont présentes dont la ronce petit-mûrier Rubus chamaemorus.

## Biomasse
Le sol de la toundra est pauvre et mince.
La biomasse de cet environnement est très faible à cause de la vitesse de croissance lente des végétaux. Elle représente environ 5 tonnes par hectare et se situe dans le système racinaire.

## Faune
La faune est très bien adaptée aux conditions de vie. Elle porte le plus souvent une fourrure ou un plumage épais et blanc en hiver ainsi qu'une grosse couche de graisse pour se protéger du froid, du vent et de la glace.
Le harfang des neiges et le tétras sont des oiseaux sédentaires qui réussissent à résister aux conditions climatiques. 
Des hardes de grands ruminants exploitent aussi la toundra et migrent en fonction des ressources alimentaires. On peut citer les caribous en Amérique du Nord, les rennes en Eurasie, les bœufs musqués. Plusieurs milliers de rennes ont été introduits dans l'archipel sub-antarctique français des îles Kerguelen où ils vivent désormais à l'état sauvage. Les plus grandes hardes de caribous sauvages se trouvent en Alaska et dans le nord du Québec et du Labrador. 
Les carnivores sont représentés par les ours blancs, les loups ou les renards polaires. Une partie de leur alimentation est constituée par des petits rongeurs appelés lemmings.
Le court été boréal est aussi l'occasion du développement d'insectes comme les moustiques et les papillons.

## Équivalences biogéographiques
L'étage alpin des montagnes peut présenter des conditions climatiques semblables, ayant permis à des espèces arctiques, végétales et animales, de se maintenir après la dernière glaciation, par exemple le Moiré cendré, papillon européen arctique et alpin.

## Effets du réchauffement climatique sur la toundra
L'écosystème de la toundra est fortement marqué par le froid hivernal, la persistance d'un pergélisol estival et une saisonnalité marquée (soleil de minuit en été, qui allonge la durée de photosynthèse). Il peut être directement affecté par le réchauffement (changement d'espèces et des rythmes biologiques),, mais aussi par la fonte du pergélisol qui stimule la pousse des racines tout en libérant de l'eau, du CO2, du méthane, du mercure, dans un contexte acide et acidifiant, lequel exacerbe la circulation des éléments traces métalliques écotoxique et leur biodisponibilité. 
On sait depuis les années 1980 que la toundra était naturellement un puits de carbone important, mais qu'elle perd cette capacité en se réchauffant : à Barrow (Alaska), des blocs intacts de la toundra arctique côtière humide ont été utilisés comme microcosmes. En conditions contrôlées (permettant de simuler les températures induites par le réchauffement climatique), on y a mesuré les flux de CO2 entre la tourbe, la végétation et l'atmosphère. L'étude a montré que l'absorption nette de CO2 par le sol de la toundra était presque deux fois plus élevée aux températures estivales actuelles (4 °C) qu'à 8 °C. En outre une diminution de la nappe phréatique de seulement -5 cm dans le sol a eu un effet très nette diminution du stockage net de carbone dans cet écosystèmes.

Une étude (2016) a conclu que la toundra et la taïga sont les écosystèmes qui risquent de perdre le plus de carbone du sol d'ici 2100, au risque de basculer d'une situation globale de puits de carbone vers une situation d'émetteur, qui pourrait alors encore exacerber le réchauffement climatique.